# 弗朗茨·約瑟夫橋

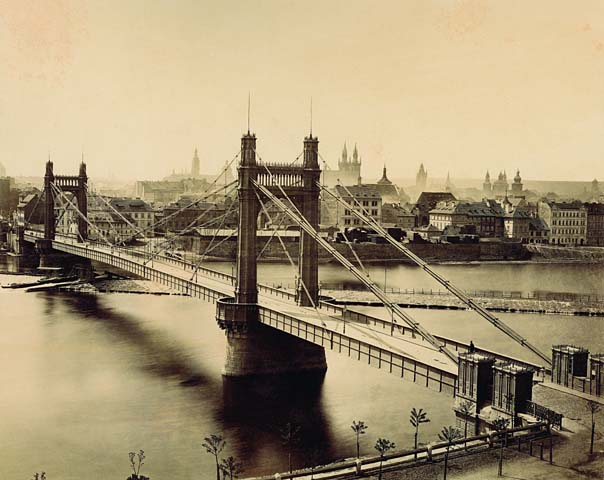
1885年的弗朗茨·約瑟夫橋

弗朗茨·約瑟夫橋是位於捷克首都布拉格伏爾塔瓦河的一座懸索橋，開通於1868年。1930年代，由於不堪布拉格日益增長的交通量，當局開始考慮拆除這座橋樑。1941年，弗朗茨·約瑟夫橋正式拆除。

## 外部連結
- Bridge over the Moldau （页面存档备份，存于）